# Alcàsser (arquitectura)
|  | No s'ha de confondre amb ksar.. |

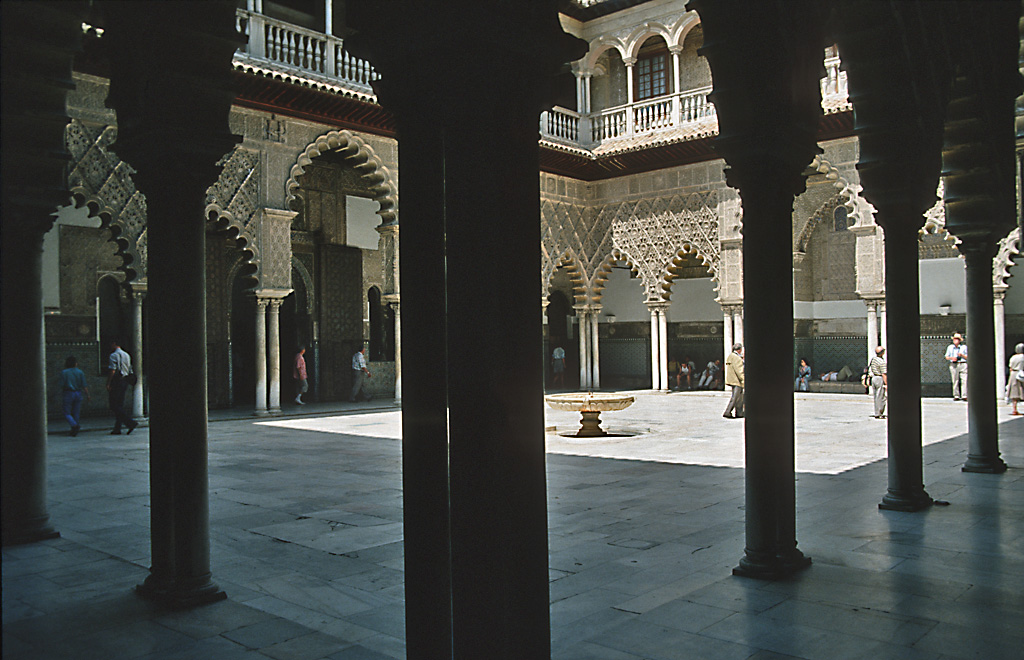
Pati de l'alcàsser de Sevilla

Un alcàsser —de l'àrab andalusí alqáṣr, aquest de l'àrab clàssic القصر, al-qaṣr, ‘fortalesa’, ‘palau’, i aquest del llatí castrum, ‘campament’, ‘castell'— és un palau reial fortificat d'una ciutat islàmica que normalment es trobava fora les muralles de la vila. Eren propis d'Al-Àndalus, però a Palerm (Sicília) n'hi ha també un (el Cassaro), originàriament una fortalesa púnica, refortificada pels àrabs i que va acabar sent un palau normand.
Són famosos els alcàssers de Sevilla, Toledo, Segòvia i Còrdova, per exemple.
Originàriament, l'alcàsser era una petita vila fortificada composta per cases, magatzems i altres estructures col·lectives (com ara mesquites), generalment situada en un oasi del Magrib, i construïda amb maó o un material semblant.
A la paraula de l'àrab marroquí qasr (de vegades transcrita també qsar o ksar) li correspon l'amazic aghrem (en plural ighrem). La traducció habitual a les llengües romàniques i germàniques ha estat la de castell i els seus equivalents, encara que de vegades designi tan sols un poblat fortificat o simplement un fortí, d'acord amb la seva funció específica. El mot forma part de diversos topònims a Algèria, Tunísia o el Marroc, com el-Qsar es-Seghir (القصر الصغير) o el-Qsar el-Kebir (القصر الكبير), a Portugal (Alcácer do Sal) o a Espanya (Alcázar de San Juan). És també a l'origen del topònim valencià Alcàsser, població de l'Horta Sud.